# Latinoamérica (песня)
«Latinoamérica» — сингл пуэрто-риканской музыкальной группы «Calle 13», пятая композиция альбома «Entren los que quieran», увидевшая свет в 2011 году. В том же году удостоена «Латинской Грэмми» в категориях «песня года» и «запись года».

## Песня
При написании песни исполнители Визитанте и Резиденте вдохновлялись творчеством и идеями культовой аргентинской исполнительницы Мерседес Сосы. В записи песни принимали участие известные латиноамериканские певицы Сусана Бака (Перу), Тото ла Момпосина (Колумбия) и Мария Рита (Бразилия).
В песне, признаваемой некоторыми критиками неофициальным гимном Латинской Америки, рассматриваются исторические, социальные и политические вопросы. В центре — идея латиноамериканской общности и воспевание труда, критика западного вмешательства в регионе. Среди прочего, тщательно продуманный текст песни содержит скрытые отсылки к творчеству всемирно известных писателей, нобелевских лауреатов Пабло Неруды (Чили) и Габриэля Гарсия Маркеса (Колумбия).
С музыкальной точки зрения композиция базируется на форме аргентинской чакареры, для которой характерны размер в шесть восьмых и синкопированная партия ударных. По мнению некоторых критиков представляет собой сплав сальсы, кумбии и танго.

## Текст
Я покинут. Я все, что осталось,
Когда растащили все, что могли.
Я как деревушка, затерянная в горах.
Моей дубленой коже любой климат ни по чем.
Я коптящий небо завод,
И рука крестьянина, дающая тебе пропитание.
Лицом против ветра посреди весны,
Мой друг, я любовь во время чумы.
Рождение солнца и гибель дня
В прекрасной вечерней заре.
Движение вперед во плоти,
Дебаты без пены у рта.
Во мне — красивейшие из встреченных мной.
В моем лице — фотография пропавшего без вести.
Я кровь, бегущая по твоим венам,
Клочок земли, который стоит того, чтобы бороться.
Немного меня в каждой корзине с бобами,
Для тебя я Марадона, закатывающий англичанам два мяча.
Я опора для своего знамени,
Хребет всего мира это мой горный хребет.
Я это то, чему меня научил отец,
Не любивший ни родины, ни своей матери.
Мне имя Латинская Америка,
Мой народ, пускай на карачках, но идет вперед!
Тебе не купить ветер,
Тебе не купить солнце,
Тебе не купить дождь,
Тебе не купить наш жар.
Тебе не купить облака,
Тебе не купить наши краски,
Тебе не купить мою радость,
И тебе не купить мою печаль.
У меня есть озера, у меня есть реки,
Есть зубы, я их обнажаю в улыбке.
Снег устилает мне макушку.
Солнце сушит меня, а дождь омывает мне тело.
Опьяненная пейотлем пустыня,
Глоток пульке, и вот я пою с койотами.
Все что мне нужно — у меня в груди,
Ведь я вдыхаю освежающую синеву.
От этой высоты кружится голова.
Я и есть мои зубы, жующие листья коки.
Осень с ее опавшими листьями,
Стихи написанные звездной ночью под небом.
Лоза, усыпанная виноградом,
Заросли тростника под кубинским солнцем,
Я Карибское море, убаюкивающее рыбацкие хижины,
Причащая их святой водой.
Ветер, играющий в моих волосах,
Я все те святые, что свисают у меня с шеи.
Пыл моей борьбы неподделен,
Как и плоды моей земли.
Тебе не купить ветер,
Тебе не купить солнце,
Тебе не купить дождь,
Тебе не купить наш жар.
Тебе не купить облака,
Тебе не купить наши краски,
Тебе не купить мою радость,
И тебе не купить мою печаль.
Мы двигаемся вперед! Мы сами прочерчиваем этот путь!
Тебе не купить мою жизнь, ведь эта земля не продается!
Наша работа тяжела, но мы делаем ее с гордостью,
Здесь каждый делает свой вклад: все что мое — твое.
Наши деревни не смоет волной,
А если они будут разрушены, то я их отстрою заново.
Я не проморгаю, если встречу тебя,
Поверь, ты запомнишь мое имя.
Операция «Кондор» вторглась в мое родное гнездо,
И я готов простить, но забыть — никогда!
Здесь дышат борьбой, и я пою, потому что здесь умеют слушать!
Здесь мы крепко стоим на ногах, вива, Америка!
Оригинальный текст (исп.)Soy. Soy lo que dejaron.
Soy toda la sobra de lo que se robaron.
Un pueblo escondido en la cima,
Mi piel es de cuero por eso aguanta cualquier clima.

Soy una fábrica de humo,
Mano de obra campesina para tu consumo.
Frente de frio en el medio del verano,
El amor en los tiempos del cólera, mi hermano.

El sol que nace y el día que muere,
Con los mejores atardeceres.
Soy el desarrollo en carne viva,
Un discurso político sin saliva.

Las caras más bonitas que he conocido,
Soy la fotografía de un desaparecido.
Soy la sangre dentro de tus venas,
Soy un pedazo de tierra que vale la pena.

Soy una canasta con frijoles,
Soy Maradona contra Inglaterra anotándote dos goles.
Soy lo que sostiene mi bandera,
La espina dorsal del planeta es mi cordillera.

Soy lo que me enseño mi padre,
El que no quiere a su patria no quiere a su madre.
Soy América Latina,
¡Un pueblo sin piernas, pero que camina, oye!

Tú no puedes comprar el viento,
Tú no puedes comprar el sol,
Tú no puedes comprar la lluvia,
Tú no puedes comprar el calor.
Tú no puedes comprar las nubes,
Tú no puedes comprar los colores,
Tú no puedes comprar mi alegría,
Tú no puedes comprar mis dolores.

Tengo los lagos, tengo los ríos.
Tengo mis dientes pa` cuando me sonrío.
La nieve que maquilla mis montañas.
Tengo el sol que me seca y la lluvia que me baña.

Un desierto embriagado con peyote,
Un trago de pulque para cantar con los coyotes,
Todo lo que necesito
Tengo en mis pulmones respirando azul clarito.

La altura que sofoca.
Soy las muelas de mi boca mascando coca.
El otoño con sus hojas desmalladas.
Los versos escritos bajo la noche estrellada.

Una viña repleta de uvas.
Un cañaveral bajo el sol en Cuba.
Soy el mar Caribe que vigila las casitas,
Haciendo rituales de agua bendita.

El viento que peina mi cabello.
Soy todos los santos que cuelgan de mi cuello.
El jugo de mi lucha no es artificial,
Porque el abono de mi tierra es natural.

Não se pode comprar o vento,
Não se pode comprar o sol,
Não se pode comprar a chuva,
Não se pode comprar o calor.
Não se pode comprar as nuvens,
Não se pode comprar as cores,
Não se pode comprar minha alegria,
Não se pode comprar minhas dores.

¡Vamos caminando, vamos dibujando el camino!
¡No puedes comprar mi vida, la tierra no se vende!

Trabajamos bruto, pero con orgullo,
Aquí se comparte, lo mío es tuyo.
Este pueblo no se ahoga con marullos,
Y si se derrumba yo lo reconstruyo.

Tampoco pestañeo cuando te miro,
Para que te acuerdes de mi apellido.
La operación Cóndor invadiendo mi nido,
¡Perdono, pero nunca olvido, oye!

¡Aquí se respira lucha, yo canto porque se escucha!
¡Aquí estamos de pie, qué viva la América!

## Клип
Презентация официального клипа состоялась 27 сентября 2011 года на встрече музыкального коллектива с мексиканскими студентами. При его создании были режиссерами Хорхе Кармоной и Милованом Радовичем задействованы не опубликованные ранее записи из поездки группы по Латинской Америке. Большая часть отснятого в поездке материала легла в основу документального фильма «Sin mapa» («Путешествие без карты»).
Согласно сюжету клипа, братья исполняют песню в затерянной в перуанских горах студии кечуаязычной радиостанции. Далее следуют объединенные текстом песни кадры повседневной жизни, снятые в разных концах континента. По ходу действия благодаря визуальным средствам в песню вносится дополнительный символизм. Входящая в инструментальной части перкуссия дополняется картиной ритмично бьющегося сердца.
Через три дня после появления клипа в интернете число просмотров превысило один миллион, через неделю — два с половиной. Видео завоевало популярность в социальных сетях и заняло третью строчку в международном музыкальном рейтинге «Billboard».

## Награды
В 2011 году песня и альбом были номинированы в десяти категориях «Латинской Грэмми», одержав победу в девяти из них. Таким образом исполнители добились звания самых титулованных победителей конкурса за всю его историю. Сама песня была удостоена звания «песни года» и «записи года».